# Troy (film)
Troy is een film van Warner Bros. uit 2004 over de Trojaanse Oorlog, gebaseerd op de Ilias en de Odyssee van Homerus. De Trojaanse Oorlog speelde zich ongeveer 1200 voor Christus af in de historische stad Troje. Troy werd geregisseerd door Wolfgang Petersen. De film kreeg een nominatie voor beste kostuums bij de Academy Awards.

## Verhaal
In het jaar 1193 v.Chr. overheerst Agamemnon, koning van Mycene, het grootste gedeelte van de Griekse wereld. Dan lokt de Trojaanse prins Paris tijdens een vredesmissie Helena, de mooiste vrouw van Griekenland, weg van haar echtgenoot, koning Menelaos van Sparta. Menelaos is in zijn eer aangetast en overtuigt zijn broer Agamemnon deel te nemen aan een aanval op Troje. Agamemnon ziet in de aanval zijn kans om zijn macht nog verder uit te breiden. Gesteund door duizenden Griekse koningen en strijders, waaronder Ajax, Odysseus en Achilles met zijn Myrmidonen, vertrekken Menelaos en Agamemnon richting Troje.
Lange tijd sleept de strijd tussen de Grieken en Trojanen zich voort, met vele doden aan beide kanten. Pas met de bouw van het Trojaanse Paard wordt met een list een einde gemaakt aan de bloedige oorlog.

## Hoofdrolspelers
- Achilles - Brad Pitt
- Odysseus - Sean Bean
- Ajax - Tyler Mane
- Patroclus - Garrett Hedlund
- Agamemnon - Brian Cox
- Menelaüs - Brendan Gleeson
- Nestor - John Shrapnel
- Hektor - Eric Bana
- Paris - Orlando Bloom
- Priamus - Peter O'Toole
- Aeneas - Frankie Fitzgerald
- Helena - Diane Kruger
- Briseis - Rose Byrne
- Andromache - Saffron Burrows
- Eudorus - Vincent Regan

## Achtergrond

### Productie
De grote sets voor Troje werden gebouwd bij Fort Ricasoli op Malta. Hier vonden van april tot juni 2003 opnames plaats. Andere belangrijke filmlocaties waren Mellieħa en Comino. De scènes bij de buitenste muren van Troje werden opgenomen in Cabo San Lucas.

### Afwijkingen van de versie van Homerus
Om het verhaal van Troy niet te complex te laten worden, wijkt het filmverhaal op bepaalde punten af van de werken van Homerus over de Trojaanse Oorlog. In de eerste plaats duurt de Trojaanse Oorlog in de film veel korter dan bij Homerus: enkele weken in plaats van tien jaar. Daarnaast ontbreken enkele belangrijke personages, waaronder Diomedes, Calchas, Laocoön, Palamedes en Cassandra, in de film. Verder komen bepaalde personages in de film anders aan hun einde dan in de verhalen van Homerus. Ook de rol van de goden is in de film sterk gereduceerd. In de werken van Homerus nemen vooral Zeus, Hera, Pallas Athene, Ares en Apollo actief deel aan de oorlog, in tegenstelling tot in de film.
In de film is Agamemnon de bevelhebber van alle Griekse legers en werd hij door zijn broer overtuigd om oorlog te voeren. In de werken van Homerus waren vrijwel alle koningen van Griekenland vrijers van Helena van Sparta. Toen zij haar man koos liet Odysseus al deze mannen een eed afleggen om haar gekozen huwelijk te beschermen. Toen Helena werd weggenomen van Menelaos liet hij alle voormalige vrijers hun eed nakomen door met hem naar Troje af te reizen. Omdat Agamemnon het grootste leger had was hij de opperbevelhebber.
In de film is het duel tussen Paris en Menelaos niet van doorslaggevende waarde, oftewel de uitslag van het gevecht betekende niet de beslissing van de oorlog. In de Ilias vindt het duel plaats in het tiende oorlogsjaar, wanneer iedereen naar het einde verlangt. Het tweegevecht moest de beslissing brengen. Paris verloor het duel van Menelaos, maar werd net op tijd gered door de godin Aphrodite en wist zo aan de dood te ontkomen. Apollo laat een Trojaan echter een speer naar de Grieken gooien, waarmee het verdrag is verbroken en de oorlog weer in alle hevigheid verderging. In de film wint Menelaos ook het tweegevecht, maar grijpt Hektor in om zijn broer te beschermen en doodt daarbij Menelaos.
Ook Agamemnon komt in de film bij Troje om het leven. De koning van Mycene wordt tijdens de plundering van de stad door Briseis doodgestoken. In de Griekse mythen keert Agamemnon als de grote overwinnaar naar huis, waar hij bij terugkomst in Mycene door zijn vrouw Klytaimnestra en zijn neef Aigisthos wordt vermoord.
In de film fungeert Nestor als de raadgever van Agamemnon, terwijl hij bij Homerus koning van Pylos is.
Anders is ook het moment dat Achilles in het verhaal komt; in de film komt hij al in een van Agamemnons oorlogen voor, maar in Homerus' versie moest hij eerst gehaald worden als jongen die nog nooit gevochten had, hoogstens geoefend.
In de film is Achilles een van de Grieken die zich in het Paard van Troje verstopt en sterft hij pas na de inname van Troje. In de Odyssee wordt Achilles al voor de inname van Troje gedood en is het zijn zoon Neoptolemus die plaatsneemt in het houten paard.
In de film weten Helena en Paris samen met enkele andere Trojanen de stad te ontsnappen. In de mythologie weet Menelaos Helena echter bij de plundering van Troje te vinden met als doel haar te vermoorden. Bij het zien van haar schoonheid verandert de Spartaanse koning van gedachte en neemt haar mee terug naar Griekenland, waar Menelaos en Helena nog vele jaren samen zouden leven. Paris wordt volgens de mythologie door Philoctetes gedood, kort na de dood van Achilles.
In de film is Patroklos de neef en leerling van Achilles, terwijl hij bij Homerus de beste vriend en vermoedelijk zelfs geliefde was van de Griekse held. In de Ilias weet Achilles dat Patroklos in zijn wapenuitrusting met de Myrmidones de strijd ingaat. Hektor heeft ook al snel in de gaten dat hij niet tegen Achilles maar tegen Patroklos vecht. De Trojaanse prins doodt Patroklos bewust om hem vervolgens van de wapenuitrusting te ontdoen. Dit is in de Ilias van cruciaal belang: in het gevecht tussen Achilles en Hektor dat volgt, draagt de Trojaan de buitgemaakte wapenuitrusting die dus eerst aan Achilles toebehoorde. Achilles, gehuld in een nieuw harnas, kent de zwakke plekken van zijn oude harnas en weet Hektor daardoor op de enige kwetsbare plek, in de hals, te treffen. In de film zijn zowel Achilles als Hektor onbekend met het feit dat Patroklos in het harnas van Achilles ten strijde is getrokken. Hektor is dan ook lang in de veronderstelling dat hij Achilles dodelijk heeft verwond, totdat hij Patroklos van zijn helm ontdoet. In de film maakt Hektor zich bovendien niet meester van de wapenuitrusting.
In de film wordt Ajax door Hektor gedood in de strijd. In de mythologie komt Ajax op een totaal andere manier om het leven. Na de dood van Achilles wordt diens wapenuitrusting aan Odysseus toegewezen, tot woede van Ajax. In razernij doodt hij een kudde schapen in de veronderstelling dat het de Griekse legeraanvoerders zijn. Wanneer Ajax weer bij zinnen komt, begrijpt hij wat hij heeft gedaan en pleegt zelfmoord, door zijn zwaard in de grond te steken en zich daarop te laten vallen. Het is tevens de enige (dodelijke) wond die Ajax oploopt in de Trojaanse oorlog.
In de film is Aeneas een gewone jongeman die met zijn vader en zoontje uit Troje weet te ontkomen, samen met Paris en Helena. Bij Homerus is Aeneas een van de grootste Trojaanse strijders, samen met Hektor.

In de Aeneis van Vergilius is Aeneas ook een Trojaan, die op aandringen van zijn moeder Aphrodite met zijn familie Troje ontvlucht, om na vele omzwervingen in Italië aan te komen. Hij trouwt met Lavinia en sticht daar met haar de stad Lavinium.

### Fouten
Hoewel men grote verwachtingen had van Troy, zijn er in de film toch een paar, al dan niet opvallende, fouten te zien.
- Tijdens een van de gevechten is te zien dat iemand zijn zwaard omhoog steekt, waarbij zijn mouw afzakt, waarop te zien is dat hij een horloge om heeft.
- Ergens in de film doodt Achilles een soldaat, in de daarop volgende paar scènes ligt de soldaat er nog wel, maar steeds in een heel andere positie.
- Als de Myrmidonen de Trojaanse kust bereiken, wordt een van hen geraakt door een pijl van de Trojanen. De Griek valt in het water, men ziet zijn lichaam drijven en een stukje verderop zijn pruik.
- Vaak duren de gevechten lang terwijl die in het echt maar een paar minuten duren. De gevechten worden daarnaast veel met het zwaard gevochten terwijl de speer het voornaamste wapen in die tijd was.
- In de scène waarin de Griekse schepen Troje naderen, zijn op de voorgrond twee lama's te zien. Deze dieren zijn afkomstig uit de Zuid-Amerikaanse Andes en waren niet bekend in de klassieke wereld.
- Tijdens de film komt de zon op boven de oceaan. Aangezien Troje aan de westkust van het huidige Turkije ligt, zou dat betekenen dat de zon in het westen opkomt.
- Als de Grieken op de Trojanen af komen valt er iemand, daardoor zijn er een stuk of drie mensen gevallen.
- Als de Grieken met de boten aankomen vallen er een paar mensen en vallen hun pruiken af.

### Muziek
Oorspronkelijk werd Gabriel Yared gevraagd de muziek te componeren. Hij werkte meer dan een jaar aan de muziek, die onder andere nummers gezongen door Tanja Carovska bevatte. Bij een voorvertoning bleek de muziek echter niet in de smaak te vallen bij het testpubliek, dus werd Yared ontslagen en vervangen door James Horner. Hij componeerde in 4 weken tijd de nieuwe muziek voor de film.

## Uitgave en ontvangst
De totale productiekosten van de film kwamen uit op $175.000.000, waarmee Troy een van de duurste films ooit was indien niet gecorrigeerd voor inflatie. Wereldwijd bracht de film in totaal $497.409.852 op.
Troy werd met gemengde reacties ontvangen door kijkers en critici. Op Rotten Tomatoes gaf 54% van de recensenten de film een goede beoordeling. Roger Ebert gaf de film 2 sterren, en gaf aan teleurgesteld te zijn in de film daar deze zoveel afwijkt van de originele mythologie.

## Prijzen en nominaties
Troy won in totaal 3 prijzen:
- 2004: De IFTA Award voor beste mannelijke bijrol (Peter O'Toole)
- 2004: De Teen Choice Award voor Choice Movie Actor - Drama/Action Adventure (Brad Pitt)
- 2005: De ASCAP Award voor Top Box Office Films

De film werd voor nog 18 andere prijzen genomineerd, waaronder een Academy Award voor beste kostuums.